# ملفين لان باورز
ملفين لان باورز (بالإنجليزية: Melvin Lane Powers)‏ هو عسكري أمريكي، ولد في 13 يناير 1942 في برمنغهام في الولايات المتحدة، وتوفي في 8 أكتوبر 2010 في هيوستن في الولايات المتحدة.